# Хеншталь
Хеншталь (нем. Henschtal) — община в Германии, в земле Рейнланд-Пфальц. 
Входит в состав района Кузель. Подчиняется управлению Глан-Мюнхвайлер.  Население составляет 337 человек (на 31 декабря 2010 года). Занимает площадь 3,46 км².